# Codex Peresianus

Der Pariser Kodex (Codex Peresianus) ist eine der vier erhaltenen Handschriften der Maya-Kultur. Er wird in der Bibliothèque nationale de France aufbewahrt und ist ein Almanach für Prophezeiungen.
Er wurde 1859 in einem Müllkorb der Bibliothèque nationale de France gefunden. Er misst 1,45 Meter, umfasst 22 Seiten und ist die am schlechtesten erhaltene der vier in Maya-Schrift aufgesetzten Handschriften. Die Beschriftung und Bemalung ist nur noch im Mittelteil der Seiten zu erkennen. 
Die letzten Seiten beschreiben 13 Konstellationen des Tierkreiszyklus. Einige Seiten beinhalten Angaben zum 52-Jahres-Zyklus, wo der 365-Tage-Kalender Haab und der 260-Tage-Kalender Tzolkin wieder ihren gemeinsamen Ausgangspunkt erreichen. Da sich die Kalenderzyklen auf die Periode 731 bis 787 beziehen, könnte es sich bei dem Pariser Kodex auch um eine Abschrift aus der klassischen Periode handeln. Er wird auf 1300 bis 1500 datiert.